# Hanîci, Teceu
Hanîci (în ucraineană Ганичі) este localitatea de reședință a comunei Hanîci din raionul Teceu, regiunea Transcarpatia, Ucraina.

## Demografie
Componența lingvistică a localității Hanîci
     Ucraineană (98,44%)
     Rusă (1,15%)
     Alte limbi (0,36%)
Conform recensământului din 2001, majoritatea populației localității Hanîci era vorbitoare de ucraineană (98,44%), existând în minoritate și vorbitori de rusă (1,15%).